# Chlebice
Chlebice (prononciation : [xlɛˈbit͡sɛ]) est un village polonais de la gmina de Tuplice dans le powiat de Żary de la voïvodie de Lubusz dans l'ouest de la Pologne.
Il se situe à environ 4 kilomètres au sud de Tuplice (siège de la gmina), 21 kilomètres à l'ouest de Żary (siège de le powiat) et 57 kilomètres au sud-ouest de Zielona Góra (siège de la diétine régionale).
Le village comptait approximativement une population de 41 habitants en 2006.

## Histoire
Le nom allemand du village était Wiesenthal.
Après la Seconde Guerre mondiale, avec les conséquences de la Conférence de Potsdam et la mise en œuvre de la ligne Oder-Neisse, le village est intégré à la République populaire de Pologne. La population d'origine allemande est expulsée et remplacée par des polonais.
De 1975 à 1998, le village est attaché administrativement à la voïvodie de Zielona Góra.

Depuis 1999, il fait partie de la voïvodie de Lubusz.